# Сандерсон, Элли
Элли Сандерсон (англ. Ellie Sanderson), до замужества Элинор Рут Грорк (англ. Eleanor Ruth Grourk; род. в графстве Дербишир, Великобритания) — клирик Англиканской Церкви Аотеароа, Новой Зеландии и Полинезии, викарная епископесса Веллингтона с 2017 года. Первая женщина-епископ в Веллингтонской епархии и четвёртая женщина, рукоположенная в сан епископа англиканской церкви в Новой Зеландии. Прежде чем стать епископом, в течение одиннадцати лет служила священником в приходах Веллингтонской епархии.

## Биография
Родилась и выросла в графстве Дербишир на территории Англии. Дочь Терри Грурка. Защитила степень бакалавра географических наук в Бристольском университете. Впервые посетила Новую Зеландию в 1996 году. Это была исследовательская поездка. Вернулась, чтобы продолжить изучение географии в Университете Виктории в Веллингтоне. В 2002 году с отличием защитила степень магистра исследований в области развития; в 2007 году — докторскую степень. Также имеет степень магистра теологии и диплом по общественному богословию Вирджинской теологической семинарии.

### Церковное служение
В 2006 году Сандерсон была рукоположена в сан священника. Служила викарием в англиканской церкви Святого Албана в Истборне и капелланом в колледже Уэлсли — подготовительной школе для мальчиков, связанной с англиканской церковью. В Университете Виктории она работала преподавателем в Школе религиоведения.
Сандерсон была избрана на место викарного епископа 11 мая 2017 года епархиальной коллегией выборщиков. Она уже имела значительный пост в епархии, как епархиальный канонический богослов. Её назначение епископом было позже ратифицировано Генеральным Синодом и Палатой Епископов. Сандерсон рукоположили в епископский сан в англиканском соборе Святого Павла в Веллингтоне 2 июня 2017 года на службе, которую возглавили англиканские архиепископы Уинстон Халапуа и Филип Ричардсон. В качестве викарного епископа Сандерсон помогает епархиальному епископу; по состоянию на октябрь 2021 года этот пост занимал Джастин Дакворт.
В 2017 году Сандерсон участвовала в специальной литургии, посвященной сороковой годовщине рукоположения женщин в Англиканской церкви Аотеароа, Новой Зеландии и Полинезии. Первые женщины-священники в Новой Зеландии были рукоположены в сан в 1977 году.

## Личная жизнь
Замужем за Тимом Сандерсоном, уроженцем Новой Зеландии, от которого имеет двух сыновей — Закари и Джозефа.